# 陳潁熙
陳潁熙（英語：Niki Chan Wing Hei，1993年3月24日—），原名陳佩螢，前藝名陳穎熙，香港女演員，無綫電視基本藝人合約女藝員，現時主要拍攝電視劇。2017年憑劇集《迷》「嚴美琪」一角而開始被留意。

## 簡歷
陳潁熙出生於香港，祖籍廣東潮州。她在2005年畢業於聖公會德田李兆強小學。在馬錦明慈善基金馬陳端喜紀念中學畢業後，曾任文職，後報讀第26期無綫電視藝員訓練班而入行。
2017年曾離開無綫電視，2018年1月再次簽約為藝員。

## 外部連結
- 陳潁熙的Instagram帳戶
- 陳潁熙的新浪微博
- 第26期藝員訓練班– 陳潁熙 Niki Chan  - 學員介紹- tvb.com （页面存档备份，存于）
- 2001年聖公會李兆强小學周年特刊下2A班相，第三排左起第八位女生為陳潁熙[永久]